# Trimester (Studium)
An einigen Hochschulen ist das Studienjahr in Trimester (lateinisch trimestris ‚dreimonatig‘) aufgeteilt. Im Gegensatz zu einem Semester wird das Studienjahr in drei Teile aufgeteilt, so dass mit drei jeweils dreimonatigen Herbst-/Winter-/Frühjahrstrimestern gerechnet wird. Das Sommerquartal (1. Juli bis 30. September) ist vorlesungsfrei. Dieses ist dabei die einzige vorlesungsfreie Zeit, die meist für Praktika, Prüfungen oder Urlaub genutzt wird.
Diese Einteilung wird unter anderem an den beiden deutschen Universitäten der Bundeswehr (Helmut-Schmidt-Universität/Universität der Bundeswehr Hamburg und Universität der Bundeswehr München) und am Priesterseminar Studienhaus St. Lambert in Grafschaft praktiziert. Auch an manchen Fachhochschulen, an der Hamburger Bucerius Law School, der SRH Hochschule Heidelberg und im Telekolleg ist das Studienjahr in dieser Weise aufgeteilt. Trimester sind auch international üblich, so an der ESCP Europe und an Grund-, Mittel- und Oberschulen in Japan und im Vereinigten Königreich.